# Добромир Банев
Добромир Банев е български поет, писател публицист.

## Биография и творчество
Роден е през 1969 г. в град Ловеч. Средно образование завършва в СОУ „Свети Климент Охридски“ (Ловеч). Дипломира се като юрист в Софийския университет „Свети Климент Охридски“ (1993).
Първата му книга „Еднакво различни“ излиза през 2011 г. Следват две книги, издадени в съавторство с поетесата Маргарита Петкова – „Абсурдни времена – 1 и 2“. По „Абсурдни времена“ в Театър „Сълза и смях“ се играе спектакъл в изпълнение на актьорите Нона Йотова и Петър Антонов.
През 2014 г. излиза книгата „В понеделник ще е късно“.
През 2015 г. негови творби са включени в Антология „Поезия 21 век“ и в други сборници за съвременна българска поезия.
В началото на 2016 г. излиза книгата „Зад огледалото“, включваща 33 негови стихотворения и 33 от Маргарита Петкова, а на 13 февруари 2017 г. се състои премиерата на „Аз съм в другото такси“ – сборник с къса проза, включващ и фотографии на Ивелина Чолакова.
Отново на 13 февруари, но през 2019 г., издава поетичната си книга „Любов до синьо“. Премиерата се състои на същия ден в Националната библиотека „Св. св. Кирил и Методий“.
На 6 февруари 2020 г. излиза интимната му лирика „Обичай ме бавно“. Книгата включва най-ембематичните и нови стихове на автора, премиерата е в Националната библиотека „Св. св. Кирил и Методий“.
На 10 февруари 2022 г. е премиерата на „Абсурдни времена“ в нецензурирана версия, написана в съавторство с Маргарита Петкова, а през 2023 г. е включен в Антологията за любовна лирика „Горчиво вино“.
На 15 ноември 2023 г. в Националната библиотека „Св. св. Кирил и Методий“ е премиерата на „Всички дни ще се казват неделя“ – книга с любовна лирика. На събитието присъстват стотици хора и според служители на институцията никога преди автор не е събирал толкова зрители на едно място при представяне на книга с любовна лирика. Книгата става безспорен поетичен бестселър.
Добромир Банев е автор на много текстове за популярната музика.